# Harris Hill
Harris Hill és una concentració de població designada pel cens dels Estats Units a l'estat de Nova York. Segons el cens del 2000 tenia 4.881 habitants.

## Demografia
Segons el cens del 2000, Harris Hill tenia 4.881 habitants, 1.859 habitatges, i 1.435 famílies. La densitat de població era de 466,5 habitants per km².
Dels 1.859 habitatges en un 32,7% hi vivien nens de menys de 18 anys, en un 67,6% hi vivien parelles casades, en un 6,7% dones solteres, i en un 22,8% no eren unitats familiars. En el 19,9% dels habitatges hi vivien persones soles l'11% de les quals corresponia a persones de 65 anys o més que vivien soles. El nombre mitjà de persones vivint en cada habitatge era de 2,62 i el nombre mitjà de persones que vivien en cada família era de 3,04.
Per edats la població es repartia de la següent manera: un 25,4% tenia menys de 18 anys, un 5% entre 18 i 24, un 24,7% entre 25 i 44, un 26,1% de 45 a 60 i un 18,8% 65 anys o més.
L'edat mediana era de 42 anys. Per cada 100 dones de 18 o més anys hi havia 92,3 homes.
La renda mediana per habitatge era de 62.500 $ i la renda mediana per família de 66.971 $. Els homes tenien una renda mediana de 52.478 $ mentre que les dones 31.910 $. La renda per capita de la població era de 29.056 $. Entorn de l'1,4% de les famílies i l'1,5% de la població estaven per davall del llindar de pobresa.